# Hans-Dieter Wacker
Hans-Dieter „Fips“ Wacker (* 28. Dezember 1958 in Roßdorf; † 3. Oktober 1993) war ein deutscher Fußballspieler.

## Karriere
Wacker spielte in der Jugend von SKV Büttelborn und von Eintracht Frankfurt. Dank seines herausragenden technisch-spielerischen Talents fand er beim Länderspiel am 27. April 1974 Aufnahme in die Deutsche Schülernationalmannschaft. Beim 2:0-Erfolg in Marburg gegen die Niederlande bildete er zusammen mit Martin Haskamp und Klaus Santanius das deutsche Mittelfeld. Im Mai und Juni dieses Jahres folgten noch drei weitere DFB-Einsätze gegen Frankreich (2:0), England (0:4) und Wales (2:2). Seine internationalen Berufungen setzten sich nahtlos fort. Er bestritt das erste Spiel der neu eingeführten DFB-Jugendauswahl „B“ am 30. Juli 1975 in Heinola gegen Norwegen. Beim 5:1-Sieg im Rahmen des Turniers in Finnland erzielte er ein Tor. Gegen die weiteren Konkurrenten aus Dänemark (2:4) am 1. August in Kuusankoski und aus Island (2:1) am 2. August in Pieksämäki kam Wacker auch zum Einsatz. Im Jahr 1976 spielte er in der DFB-Jugendauswahl „A“. Für diese debütierte er am 11. Mai in Kopenhagen beim 2:1-Sieg über die Auswahl Dänemarks. Bei der Teilnahme am UEFA-Juniorenturnier in Ungarn kam in den Spielen gegen Finnland (2:1) am 28. Mai in Tapolca und gegen die Tschechoslowakei (3:2) am 1. Juni in Balatonfűzfő an der Seite von Klaus Augenthaler und Ulrich Bittcher im Mittelfeld zum Einsatz. Ab 1977 gehörte er zum Profikader der Eintracht, kam jedoch einzig am 5. Mai 1979 (30. Spieltag) beim torlosen Remis im Auswärtsspiel gegen den 1. FC Nürnberg mit Einwechslung für Wolfgang Kraus zu seinem Bundesligaspiel. Zuvor hatte er zwei Spiele der Gruppe 3 im Wettbewerb um den Intertoto-Cup bestritten. Schwere Verletzungen am Knie (Meniskus und Bänder) sowie dramatische Krankheiten verhinderten den Durchbruch im Profibereich; nach der Saison verließ er die Eintracht und spielte die nächsten neun Jahre für den Mehrspartenverein SKV Büttelborn.
Wacker starb im Alter von 34 an einem septischen Schock in Folge des Waterhouse-Friderichsen-Syndroms.